# Kommandogebäude General Körner

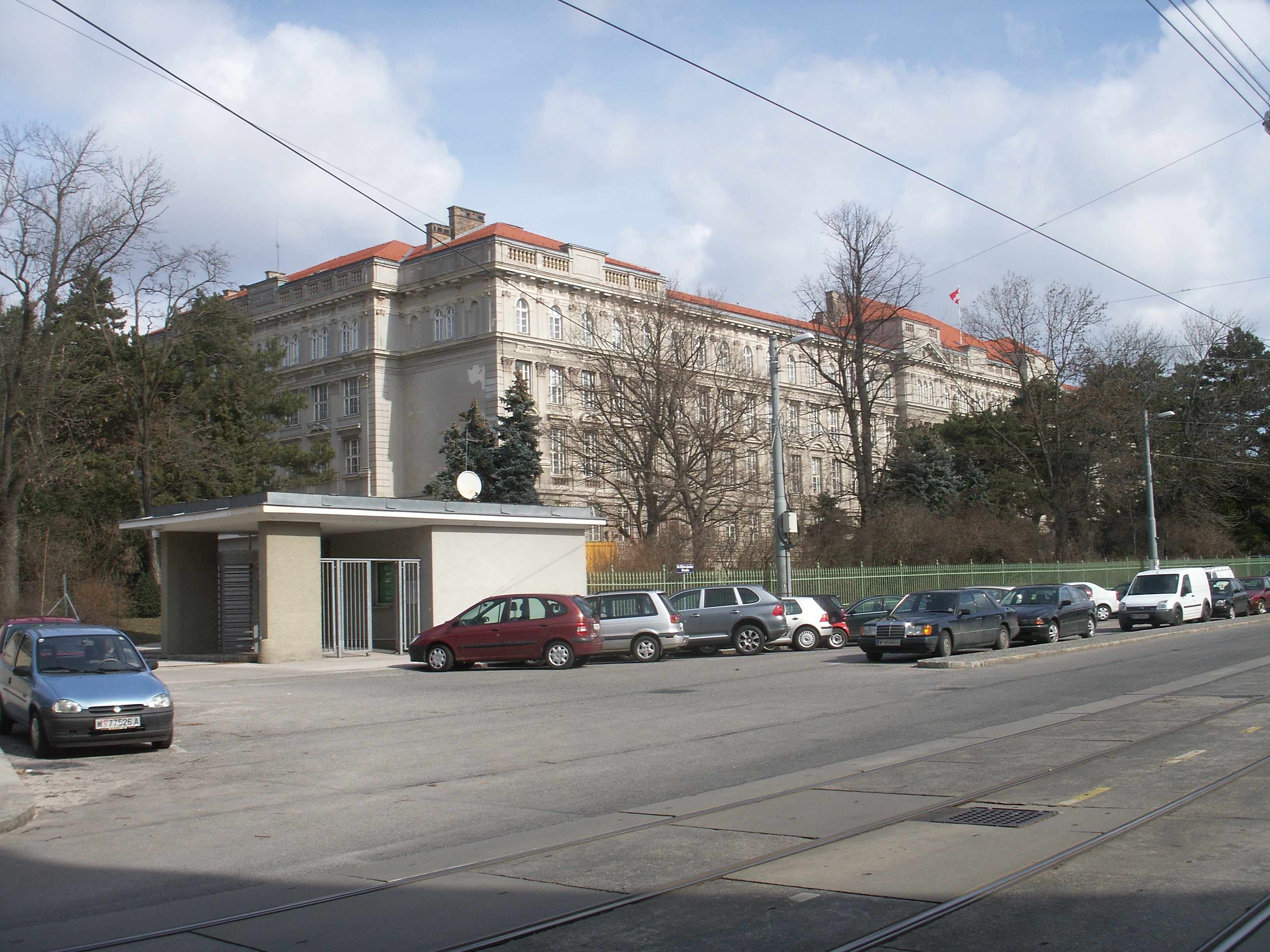
Kommandogebäude Theodor Körner

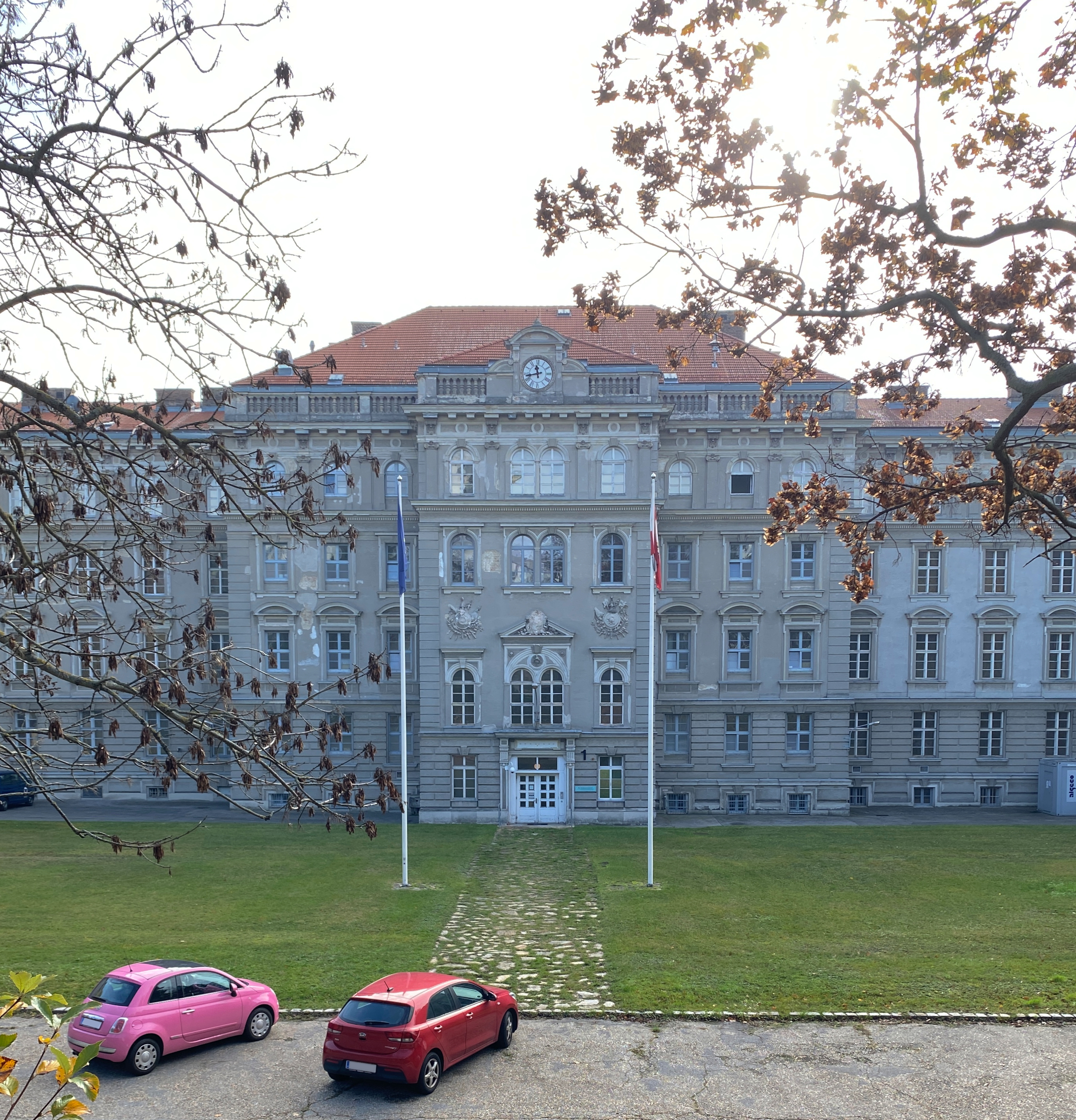
Die Rückseite des Kommandogebäudes gesehen vom Jutta-Steier-Park

Das Kommandogebäude General Körner (ehemals Breitenseer Kommandogebäude) ist ein Gebäude mit umschließender militärischer Liegenschaft des österreichischen Bundesheeres in Wien. Das Gebäude ist nach dem ersten Bundespräsidenten der zweiten Republik Theodor Körner benannt. Das Areal um das eigentliche Kommandogebäude wird auch als „Theodor-Körner-Kaserne“ bzw. in der Kurzform als „Körner-Kaserne“ bezeichnet.

## Lage
Das Gebäude befindet sich im Bezirksteil Breitensee im 14. Wiener Gemeindebezirk, Penzing. Der Zugang erfolgt von der Hütteldorfer Straße 126.
Im Osten grenzt der militärische Bereich an die Kendlerstraße und im Norden an den Jutta-Steier-Park sowie die ihn umschließenden Wohngebäude welche 2022 fertig gestellt wurden.

## Geschichte
Errichtet wurde das Gebäude als ein von der Breitenseer Kaserne getrenntes Offizierswohnhaus. 1898 wurde hier die k.k. Infanterie-Kadettenschule untergebracht, welche mit 360 Zöglingen eine der größten Militärschulen der Monarchie war. Das Denkmal Kaiser Franz Josephs I. im Burggarten in Wien ist die metallene Kopie eines von Johannes Benk 1904 geschaffenen und für die Infanteriekadettenschule bestimmten steinernen Denkmals.
Ab 1919 wurde das Gebäude von der Bundeserziehungsanstalt für Knaben und ab 1939 von der Nationalpolitische Erziehungsanstalt (NAPOLA) benutzt. Nach Ende des Zweiten Weltkriegs wurden französische Besatzungstruppen einquartiert.
Nach 1955 wurden hier Teile des Militärkommandos Wien untergebracht und das Gebäude in „Kommandogebäude Breitensee“ umbenannt. 1963 wurde der durch die heutige Spallartgasse abgetrennte Teil der Liegenschaft verkauft und die Höhere Graphische Bundes-Lehr- und Versuchsanstalt errichtet. 1967 wurde ein Teil des westlichen Bereichs an der Leyserstraße für den Neubau des ehemaligen Bezirkspolizeikommissariats verkauft und das Gebäude erhielt den Namen „Kommandogebäude General Körner“ den es noch bis heute trägt. Im Gebäude selbst befand sich bis zum Verkauf des Areals das Heeres-Nachrichtenamt, welches im Zuge Bautätigkeit in die Maria-Theresien-Kaserne übersiedelt wurde.

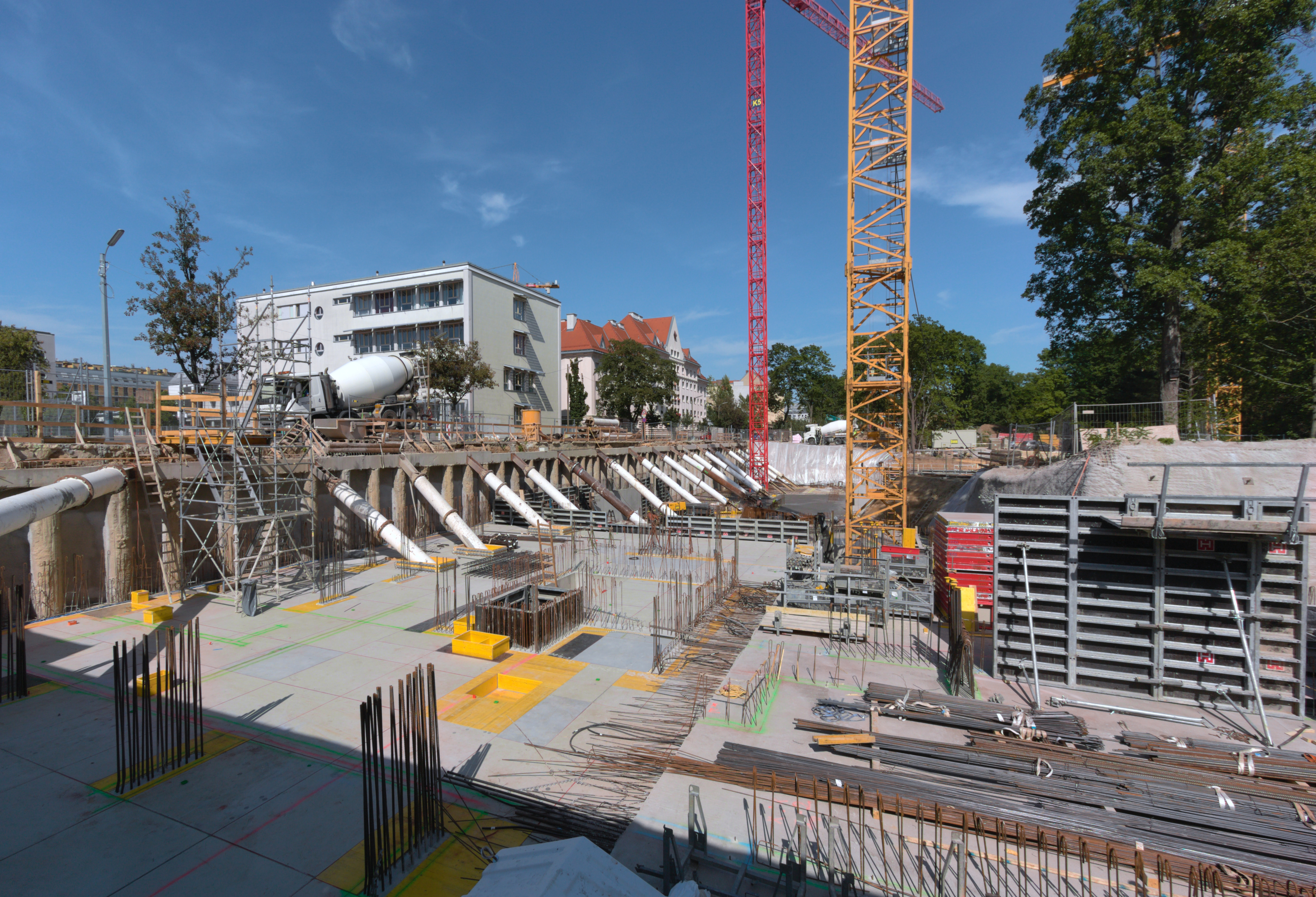
Bautätigkeit an der Leyserstraße Ecke Spallartgasse im Juli 2020

Im Sommer 2015 wurde der nördliche Teil der Kaserne hinter dem Kommandogebäude um 30,3 Millionen Euro an den Immobilienentwickler Consulting Company verkauft. Ziel des Verkaufs war die Errichtung eines neuen Stadtteils, in welchem auf einer Fläche von 4,1 Hektar, an 7 Bauplätzen zwischen 750 und 1.000 Wohnungen entstehen sollten. Bei der Umgestaltung des Areals sollte der Altbaubestand so weit wie möglich erhalten bleiben und der Teil zwischen verbleibendem Kommandogebäude und den Neubauten zu einem öffentlich zugänglichen Park umgestaltet werden. Dieser etwa 15.000 m² große Teil der ehemaligen Kaserne ist der nach der ehemaligen Bezirksvorsteherin von Penzing benannte Jutta-Steier-Park.
2016 wurde der Wettbewerb zur Gestaltung des verkauften Areals beendet. Nach dem Flächenwidmungsverfahren begann 2020 schließlich die Umgestaltung des Bereichs. 2022 wurden die Neubauten fertig gestellt und bezogen.